# Metalurški fakultet u Sisku
Metalurški fakultet u Sisku koji je dijelom Sveučilišta u Zagrebu nalazi se u gradu Sisku.

## Povijest
Industrijalizacijom FNRJ javljala se potreba za sve većim brojem visokoškolski obrazovane radne snage iz područje metalurgije, kao i u kemijsko-tehnološkim područjima, i vremenom se, izgradnjom novih kapaciteta, manjak postajao sve veći.
Željezara u Sisku imala je potrebu za kvalitetnim osobljem školovanim u neposrednoj blizini, koje bi se školovanjem u Sisku i vezalo za grad i ostalo raditi u željezari. Tako je još 1958. se pokrenulo osnivanje visokoškolske ustanove iz tih deficitarnih područja; i ostali veliki sisački gospodarski subjekti (rafinerija i brojni drugi) su se pridružili željezari u tom projektu.
U početku se mislilo osnovati samo visokoškolsku ustanovu, no na koncu se donosi odluka o osnivanju još više ustanove, fakultetske. 1960. donosi se Zakon, u čijoj stavci je navedeno da će Tehnološki fakultet u Zagrebu dobiti Metalurški odjel i Kemijsko-tehnološki odjel za naftu tog fakulteta u Sisku.
Usporedno s radom, gradili su se '60-ih i prateći laboratoriji, kao i stručna knjižnica, koje se osposobilo za uporabu neposredno pred akademsku godinu: za tehničku fiziku, za analitičku kemiju, za fizikalnu kemiju, za organsku kemiju.
Godine 1979., na temeljima prije navedenog odjela Tehnološkog fakulteta, osnovan je Metalurški fakultet. Fakultet je imao nekoliko zavoda, za kemiju, za fizičku metalurgiju i materijale, za metalurgiju željeza, čelika i ljevarstvo, za energetiku, plastičnu preradbu kovina i strojarstvo, za metalurgiju obojenih kovina. Kasnije je smanjen broj zavoda na zavode za metalurgiju i za materijale, a poslije se preorganiziralo na zavod za fizičku, za mehaničku i za procesnu metalurgiju.
Godine 2020., fakultet je teško stradao u potresu.

## Vanjske poveznice
- Službene stranice